# Oktai Afandiev
Oktai Abdulkarim oglu Afandiev (en azerí: Oqtay Əbdülkərim oğlu Əfəndiyev; 26 de marzo de 1926 – 26 de febrero de 2013) fue un historiador, orientalista y profesor azerbaiyano. Afandiev, doctor en Ciencias Históricas y Miembro Responsable de la Academia Nacional de Ciencias de Azerbaiyán, es considerado el fundador de la Escuela de Estudios Safávida de Azerbaiyán.

## Vida
Oktai Abdulkarim oglu Afandiev nació el 26 de marzo de 1926 en Bakú (actual Azerbaiyán) en la RSFS de Transcaucasia, que entonces formaba parte de la Unión Soviética. Su padre, Abdulkarim Afandiev, se graduó en la Escuela de Maestros de Gori y en la Facultad de Orientalismo de la Universidad Estatal de Azerbaiyán. Enseñó en su ciudad natal Gokchay y en el Instituto Pedagógico de Azerbaiyán. Su madre, Kubra Janum Afandieva, trabajaba en el campo de la salud. Afandiev, quien perdió a su padre cuando tenía 8 años, fue criado por su madre y su tío, Rasul Rza.

## Carrera académica
Oktai Afandiev ingresó en la Universidad Estatal de Bakú en 1945, pero continuó su educación en Moscú un año después. Se graduó en el Instituto de Estudios Orientales de Moscú y defendió su tesis doctoral en 1955. Se convirtió en profesor en 1993. Trabajó en el Instituto de Historia de la Academia Nacional de Ciencias de Azerbaiyán (ANCA) durante unos sesenta años. Se convirtió en miembro relevante de ANCA en 2001.
Estudió principalmente la historia sociopolítica y socioeconómica del Imperio safávida. Además, Afandiev escribió artículos sobre el estudio de la historia de Ilkanato, Kara Koyunlu, Ak Koyunlu y Shirvanshah. Afandiev fue uno de los autores de la Enciclopedia soviética de Azerbaiyán, la Historia de la Unión Soviética en varios volúmenes y la Enciclopedia de la historia soviética publicada en Moscú. También trabajó en la Enciclopedia islámica publicada en Estambul, Turquía. Afandiev fue miembro del consejo editorial de la Enciclopedia Nacional de Azerbaiyán.
Afandiev dirigió el departamento de Historia medieval de Azerbaiyán del Instituto de Historia ANCA. Ha capacitado a 6 doctores en ciencias y 12 candidatos a ciencias.
Afandiev trabajó en la Universidad Estatal de Bakú, la Universidad del Mármara y la Universidad de Jazar. Entre 1994 y 2004, fue director del Instituto de Estudios del Cáucaso y Asia Central en la Universidad Khazar.
Eruditos que hacen referencia a Afandiev en sus obras:  W. Floor, H. Halm, I. P. Petrushevsky, G. R Romer, Jean-Paul Roux, F. Sumer, Y. E. Bregel, I. Melikoff, H. Halm, I. P. Petrushevsky, G. R Romer, Jean-Paul Roux, F. Sumer, Y. E. Bregel, I. Melikoff, A. Allouch, S. Kitagawa, O. Altstadt, K. Kutsia, E. Gruner, A. Yaman, M. Temizkan, N. Chetinkaya, E. I. Vasilieva, L. P. Smirnova, y más.
Los investigadores Bruce Grant y Lale Yalchin-Heckmann llamaron a Afandiev un "conocido experto azerbaiyano en la historia de los safávidas" El historiador azerbaiyano Ismail Mammadov llamó a Afandiev "el mayor investigador de la historia del estado safávida". La antropóloga estadounidense Marjorie Mandelstam Balzer escribió que Afandiev tenía un enfoque ambiguo del Islam, que ella consideraba progresista para su época.

## Muerte
Oktai Afandiev falleció la noche del 26 de febrero de 2013 en Bakú. Fue enterrado en la segunda calle de entierro honorario de Bakú.

## Trabajos seleccionados

### Libros
- Образование азербайджанского государства Сефевидов в начале XVI в.. — Б., 1961.
- Азербайджанское государство Сефевидов в XVI веке / Редактор академик А. А. Ализаде. — Б.: Элм, 1981. — 306 с.
- Azərbaycan Səfəvilər Dövləti (азерб.). — Б., 1993. — 304 с.
- Azərbaycan Səfəvilər dövləti (азерб.). — Б.: Şərq-Qərb, 2007. — 407 с.

### Artículos
- К некоторым вопросам внутренней и внешней политики Шаха Исмаила (1502 — 1524 гг.) // Труды Института истории АН Азерб. ССР.. — Б., 1957. — Т. XII. — С. 150–180.
- Из истории социальной и политической борьбы в Азербайджане на рубеже XV — XVI вв. // Краткие сообщения Института востоковедения АН СССР. — 1960. — No. 38. — С. 35–40.
- Некоторые сведения о последних ширваншахах Дербендской династии // Ближний и Средний Восток. — М., 1962.
- О малоизвестном источнике XVI в. по истории Сефевидов // Известия АН Азерб. ССР, серия обществ. наук. — 1964. — No. 2. — С. 61–68.
- Искендер Мунши // Советская историческая энциклопедия. — 1965. — Т. VI. — С. 325.
- Исмаил I // Советская историческая энциклопедия. — 1965. — Т. VI. — С. 351.
- Дон Хуан Персидский или Орудж-бек Баят? // Известия АН Азерб. ССР, серия истории, философии и права. — 1966. — No. 2. — С. 62–70.
- Минадои и его «История войн между турками и персами» // Известия АН Азерб. ССР.. — Б., 1967. — No. 1. — С. 59–66.
- Сефевие // Советская историческая энциклопедия. — 1969. — Т. XII. — С. 815.
- Сефевидов государство // Советская историческая энциклопедия. — 1969. — Т. XII. — С. 815. (совместно с А. П. Новосельцевым)
- Тахмасп I // Советская историческая энциклопедия. — 1973. — Т. XXIV. — С. 153.
- Узун-Хасан // Советская историческая энциклопедия. — 1973. — Т. XXIV. — С. 708.
- Le role des tribus de la langue turque dans la creation de l'Etat Safavide (фр.) // Turcica. — 1975. — No 6. — P. 24–33.
- Сефевиды // Большая советская энциклопедия. — 1976. — Т. XXIII. — С. 325. (совместно с А. П. Новосельцевым)
- Шахсевены // Советская историческая энциклопедия. — 1976. — Т. XVI. — С. 145.
- К освещению некоторых вопросов истории Сефевидов в современной иранской историографии // Против буржуазных фальсификаторов истории и культуры Азербайджана. — Б., 1978.
- О периодизации истории Тебриза в ХV-ХVI вв. // Товарно-денежные отношения на Ближнем и Среднем Востоке в эпоху средневековья. — М., 1979. — С. 237–245.
- Новый труд по истории Сефевидского государства // Известия АН Азерб. ССР. Серия истории, философии и права. — Б., 1979. — No. 4. — С. 133–138.
- О подати тамга и ее значении в городской экономике Азербайджана и сопредельных стран в XV— XVI вв. // Ближний и Средний Восток. Товарно-денежные отношения при феодализме.. — М., 1980. — С. 238–243. (совместно с Ш. Б. Фарзалиевым)
- Сефевиды и Ардебильское святилище шейха Сефи // Бартольдовские чтения 1982 г. Тезисы докладов и сообщений.. — М., 1982.
- On Turkic language tribes in Azerbaijan and Eastern Anatolia in the XV-XVI centuries (англ.) // V. Milletlerarası Türkiye Sosyal ve İktisat Tarihi Kongresi: İstanbul, 21-25 Ağustos 1989 : tebliğ özetleri. — İs.: Marmara Üniversitesi Türkiyat Araştırma ve Uygulama Merkezi, 1989.
- Safavi Devletinin Kuruluşunda Türk Aşiretlerinin Rolü (тур.) // Yabancı Araştırmacılar Gözüyle Alevîlik: Tuttum Aynayı Yüzüme Ali Göründü Gözüme. — İs.: Ant Yayınları, 1989.
- Gence (тур.) // İslâm Ansiklopedisi (англ.)русск.. — 1996. — C. XIV. — S. 17–20.
- Немного о карабахских меликствах // The History of the Caucasus. The scientific-public almanac. — Б., 2001. — No. 3.
- Карабах в составе государств Каракоюнлу, Аккоюнлу и Сефевидов (XV-XV1I вв.) // Карабах. Очерки истории и культуры. — Б., 2004.
- Şirvan'da Osmanlı Hâkimiyetinin yerleşmesi ve ilk Osmanlı idari taksimatına dair (тур.) // Kebikeç: insan bilimleri için kaynak araştırmaları dergisi. — An.: Kebikeç Yayınları, 2007.

## Premios
- Orden de la Insignia de Honor (1986)
- Orden de la fama (2004)[13]